# Valea vulturilor
Valea vulturilor (titlul original: în engleză Valley of Eagles) este un film de aventuri britanic, realizat în 1951 de regizorul Terence Young, protagoniști fiind actorii Jack Warner, Nadia Gray, John McCallum și Anthony Dawson.

## Rezumat
Invenția revoluționară a unui om de știință suedez, care lucrează într-un institut de cercetare, este furată de soția sa, care încearcă să o vândă Uniunii Sovietice.

## Distribuție
- Jack Warner – inspectorul Peterson
- Nadia Gray – Kara Niemann
- John McCallum – dr. Nils Ahlen (Åhlén)
- Anthony Dawson – Sven Nystrom (Nyström)
- Mary Laura Wood – Helga Ahlen (Åhlén)
- Naima Wifstrand – baroana Erland
- Norman Macowan – pilotul de feribot
- Alfred Maurstad – Trerik
- Martin Boddey – șeful la Lost Valley
- Fritiof Billquist – colonelul Strand
- Christopher Lee – detectivul Holt
- Ewen Solon – detectivul Anderson
- Peter Blitz – Anders
- Gösta Cederlund – profesorul Lind
- Sten Lindgren – directorul-general al "Institute of Technical Research"